# Перси
Персите (на персийски: پارس или فارس – Pārs, Fārs) произхождат от индоевропейските народи.
Персите са основната етническа група в Иран, Афганистан и Таджикистан. Населяват и някои съседни държави като Пакистан, Узбекистан и др. Значителни групи перси живеят и извън тези страни, като най-големите групи са в САЩ, Германия, Великобритания, Израел, Канада, Кувейт, Франция, Италия, Турция.